# Punto estacionario
Un punto estacionario de una función de una variable real:
{\displaystyle {\begin{array}{rccl}f:&\mathbb {R} &\longrightarrow &\mathbb {R} \\&x&\mapsto &y=f(x)\end{array}}}
es un número {\displaystyle a\in \mathbb {R} } donde la derivada de {\displaystyle f} es cero. Si la función {\displaystyle f} es derivable y tiene un extremo local en un punto, ese punto estará entre sus puntos estacionarios.
Igualmente, un punto estacionario de una función {\displaystyle f(x_{1},x_{2},\ldots ,x_{n})} de varias variables reales, es un punto {\displaystyle (a_{1},a_{2},\ldots ,a_{n})\in \mathbb {R} ^{n}} donde se anulan simultáneamente todas sus derivadas parciales. Si la función {\displaystyle f} es diferenciable, los puntos donde tiene un extremo están entre los puntos estacionarios de la función.

## Ejemplos
Función continua y derivable en a
{\displaystyle \lim _{x\to a}f(x)=f(a)}
{\displaystyle \lim _{x\to a}{\cfrac {dy}{dx}}=0}
Función creciente para x < a.
Función decreciente para x > a.
Para x < a es Función cóncava.
Para x > a es Función cóncava.
Para x = a: máximo relativo.
Función continua y derivable en a
{\displaystyle \lim _{x\to a}f(x)=f(a)}
{\displaystyle \lim _{x\to a}{\cfrac {dy}{dx}}=0}
Función creciente para x < a.
Función creciente para x > a.
Para x < a es Función cóncava.
Para x > a es Función convexa.
Para x = a: Punto de inflexión.
Función continua y derivable en a
{\displaystyle \lim _{x\to a}f(x)=f(a)}
{\displaystyle \lim _{x\to a}{\cfrac {dy}{dx}}=0}
Función decreciente para x < a.
Función decreciente para x > a.
Para x < a es Función convexa.
Para x > a es Función cóncava.
Para x = a: Punto de inflexión.
Función continua y derivable en a
{\displaystyle \lim _{x\to a}f(x)=f(a)}
{\displaystyle \lim _{x\to a}{\cfrac {dy}{dx}}=0}
Función decreciente para x < a.
Función creciente para x > a.
Para x < a es Función convexa.
Para x > a es Función convexa.
Para x = a: mínimo relativo.